# Данаил Папазов
Данаил Стоянов Папазов е български политик, министър на транспорта, информационните технологии и съобщенията в правителството на Пламен Орешарски (2013 – 2014).

## Биография
Роден е на 23 февруари 1959 г. в добричкото село Красен, Народна република България. Завършва ВВМУ „Никола Вапцаров“ във Варна със специалност „Корабоводене“, а после и магистратура като инженер корабоводител. По-късно завършва стопанско управление в Нов български университет. Специализирал е в Лондон и Хамбург.
В периода 1994 – 1997 г. е заместник-директор в „Булюнион България“. Между 1997 и 2001 г. е капитан далечно плаване. От 2001 г. е изпълнителен директор и член на съвета на директорите на „Пристанище Варна“ ЕАД.
В периода от 29 май 2013 г. до 6 август 2014 г. е министър на транспорта, информационните технологии и съобщенията в правителството на Пламен Орешарски.
През октомври 2017 г. неговият син Станислав Папазов и дъщеря му Ивелина Папазова с фирмата си „Сигда“ купуват ТЕЦ „Варна“ от ЧЕЗ, в рамките на конкурсната процедура. На 7 август 2018 г. срещу неизвестна сума 70% от дяловете на фирма „Сигда“ е придобита от Ахмед Доган.